# 吉良義藤
吉良 義藤（きら よしふじ）は、室町時代後期の武将。後期東条吉良（下吉良）氏5代当主。三河国東条城主。

## 生涯
長禄3年（1459年）12月15日、室町幕府が4代将軍・足利義持の33回忌法要を営むため、諸大名に銭の献納を求めた際、義藤は10貫文を献上している。
寛正6年（1465年）5月、三河額田郡南部の幕府奉公衆の一族及び足利氏下級被官層が蜂起し、東海道の要所井口に砦を構え、鎌倉公方の下知と称して京に運ばれる年貢などを掠奪する事件が起こる。最終的に一揆の首謀者らは幕府政所執事伊勢貞親の被官である松平信光・戸田宗光の軍によって討たれ、一揆は平定されるが、後期東条吉良氏は義藤の祖父・持長が4代鎌倉公方・足利持氏との関係を噂され結城合戦後に出奔したことからもわかるように、伝統的に親鎌倉府の立場を採っていた。古河公方・足利成氏からの働きかけで義藤が一揆蜂起の支援をした可能性は無いとは言えない。
同年12月20日、8代将軍・足利義政の正室である日野富子が義尚を出産すると、義藤は将軍御所へ参上し、御祝い言上と太刀一振りを進上した。更に翌日、西条吉良氏（上吉良）の当主・吉良義真と揃って伊勢貞親邸を訪れ、将軍への取次ぎの礼を述べている。応仁元年（1467年）正月から、応仁の乱が勃発すると、義藤は舅・山名宗全の率いる西軍に味方し、東軍に味方した吉良義真に先んじて三河へ下向、西条吉良氏の領地へ攻撃を開始したらしい。義真はやや遅れて同年5月18日に三河へ下向する。
三河での東西両吉良氏の戦いの様子は史料が無く判然としない。僅かに『三河軍記』がその模様を伝えるが、内容は誤謬が多く信頼できない。義真は文明11年（1479年）頃まで三河に留まり、同年9月頃上洛したらしい。義藤と同じ西軍に属する一色義直軍が三河で優勢であったためと思われる。
義藤の最期について、『西尾町史』は西条吉良氏の領地に攻め込んだが、義真に迎撃され敗軍となり、上方へ逃走し消息不明となったとする。一方で『三河軍記』は西条吉良氏と和睦し、晩年になって一子（持清）を授かり、程なくして病死、幼少の持清を青野松平氏の松平義春が後見したとする。義藤が逃亡せねばならないような大きな戦いがあったという記録は同時代史料には全く見当たらず、義藤が敗走したなら当然攻め込まれたであろう東条城の跡からも合戦の痕跡は見つかっていない。幾度か合戦にはなったものの、当主が他国へ逃走せねばならないような規模とはならず、文明9年（1477年）の東西両軍の和睦を受けて東西両吉良氏も和睦をしたのではないか。松平氏の後見の部分は信用できないが、大筋において『三河軍記』のような結末に至ったと思われる。